# Svemir Đorđić
Svemir Đorđić, szerbül: Свемир Ђорђић (Belgrád, 1948. május 16. –) szerb labdarúgóhátvéd.

## Pályafutása
1963 és 1966 között a Proleter Osijek korosztályos csapatában kezdte a labdarúgást. 1966 és 1968 között a Vojvodina, 1968 és 1976 között a Partizan labdarúgója volt. 1976 és 1978 között a svájci FC Sion, 1978–79-ben a Lausanne-Sport játékosa volt. A Partizan csapatával egy jugoszláv bajnoki címet nyert.

## Sikerei, díjai
Partizan
- Jugoszláv bajnokság (Prva liga)
  - bajnok: 1975–76